# Dwerglangsprietmot
De dwerglangsprietmot (Cauchas fibulella) is een dagactieve nachtvlinder uit de familie Adelidae, de langsprietmotten. 
De spanwijdte van de vlinder bedraagt tussen de 7 en 10 millimeter. De vleugels hebben een roodbruine kleur met metaalachtige glans. Op de voorvleugel bevinden zich een gele dwarsband en gele vlek.
De soort gebruik gewone ereprijs en mannetjesereprijs als waardplanten. De rups eet eerst van de zaaddozen, daarna van bloemblaadjes.
Het is een zeldzame vlinder in Nederland, maar komt in België meer voor, al is hij ook daar niet zo algemeen.  De vliegtijd is van mei tot halverwege juni.